# Grand Prix moto des États-Unis 1988
Le  Grand Prix moto des États-Unis 1988 est la deuxième manche du championnat du monde de vitesse moto 1988. La compétition s'est déroulée du 8 au 10 avril 1988 sur le circuit de Laguna Seca.
C'est la 6e édition du Grand Prix moto des États-Unis et la 3e édition comptant pour les championnats du monde.

## Classement final 500 cm3
| Pos. | Pilote              | Constructeur | Temps/Écart     | Points |
| ---- | ------------------- | ------------ | --------------- | ------ |
| 1    | Eddie Lawson        | Yamaha       | 1 h 48 s 075    | 20     |
| 2    | Wayne Gardner       | Honda        | +7 s 539        | 17     |
| 3    | Niall Mackenzie     | Honda        | +8 s 048        | 15     |
| 4    | Wayne Rainey        | Yamaha       | +14 s 638       | 13     |
| 5    | Kevin Schwantz      | Suzuki       | +27 s 459       | 11     |
| 6    | Christian Sarron    | Yamaha       | +1 min 19 s 207 | 10     |
| 7    | Ron Haslam          | Elf Honda    | +1 min 30 s 230 | 9      |
| 8    | Didier de Radiguès  | Yamaha       | +1 tour         | 8      |
| 9    | Rob McElnea         | Suzuki       | +1 tour         | 7      |
| 10   | Mike Baldwin        | Honda        | +1 tour         | 6      |
| 11   | Alessandro Valesi   | Honda        | +1 tour         | 5      |
| Abd. | Shunji Yatsushiro   | Honda        | Abandon         |        |
| Abd. | Raymond Roche       | Cagiva       | Abandon         |        |
| Abd. | Kevin Magee         | Yamaha       | Abandon         |        |
| Abd. | John Long           | Yamaha       | Abandon         |        |
| Abd. | Marco Gentile       | Fior         | Abandon         |        |
| Abd. | Pierfrancesco Chili | Honda        | Abandon         |        |

## Classement final 250 cm3
| Pos. | Pilote               | Constructeur | Temps/Écart     | Points |
| ---- | -------------------- | ------------ | --------------- | ------ |
| 1    | Jim Filice           | Honda        | 48 min 22 s 540 | 20     |
| 2    | Sito Pons            | Honda        | +89 s 840       | 17     |
| 3    | Dominique Sarron     | Honda        | +21 s 690       | 15     |
| 4    | John Kocinski        | Yamaha       | +25 s 330       | 13     |
| 5    | Bubba Shobert        | Honda        | +30 s 570       | 11     |
| 6    | Luca Cadalora        | Yamaha       | +33 s 230       | 10     |
| 7    | Jacques Cornu        | Honda        | +37 s 720       | 9      |
| 8    | Anton Mang           | Honda        | +38 s 030       | 8      |
| 9    | Reinhold Roth        | Honda        | +51 s 750       | 7      |
| 10   | Juan Garriga         | Yamaha       | +55 s 010       | 6      |
| 11   | Bruno Casanova       | Aprilia      | +57 s 010       | 5      |
| 12   | Loris Reggiani       | Aprilia      | +1 min 01 s 740 | 4      |
| 13   | Jean-Philippe Ruggia | Yamaha       | +1 min 09 s 430 | 3      |
| 14   | August Auinger       | Aprilia      | +1 min 09 s 760 | 2      |
| 15   | Alan Carter          | Yamaha       | +1 min 13 s 830 | 1      |
| 16   | Randy Renfrow        | Honda        | +1 tour         |        |
| 17   | Martin Wimmer        | Yamaha       | +1 tour         |        |
| 18   | Donnie McLoed        | EMC          | +1 tour         |        |
| 19   | Jean-Michel Mattioli | Yamaha       | +1 tour         |        |
| 20   | Helmut Bradl         | Honda        | +1 tour         |        |
| 21   | Rich Oliver          | Yamaha       | +1 tour         |        |
| 22   | René Delaby          | Yamaha       | +1 tour         |        |
| 23   | John Cornwell        | Rotax        | +1 tour         |        |
| 24   | Luis Lavado          | Yamaha       | +1 tour         |        |
| Abd. | Urs Lüzi             | Honda        | Abandon         |        |
| Abd. | Carlos Lavado        | Yamaha       | Abandon         |        |
| Abd. | Paolo Casoli         | Garelli      | Abandon         |        |
| Abd. | Harald Eckl          | Aprilia      | Abandon         |        |
| Abd. | Alberto Puig         | Honda        | Abandon         |        |
| Abd. | Carlos Cardus        | Honda        | Abandon         |        |

## 125 cm3
Pas d’épreuve dans cette cylindrée